# Prato della Valle
Prato della Valle (beneško Prà deła Vałe) je trg elipsaste oblike s površino 90.000 m2 v Padovi v Italiji. Je največji trg v Italiji in eden največjih v Evropi. Na sredini trga se nahaja zeleni otok l'Isola Memmia, obdan z majhnim kanalom, ki je prav tako obdan z dvema obročema kipov.

## Zgodovina
Pred letom 1635 je bilo območje današnjega trga delno zamočvirjen teren južno od starega mestnega obzidja Padove. Leta 1636 je skupina Benečanov in beneških plemičev financirala gradnjo začasnega, a razkošnega gledališča kot prizorišča za posnemanje konjeniških bitk. Glasbena zabava, ki je služila kot prolog bitkam velja za neposredno predhodnico prvih javnih opernih predstav v Benetkah, ki so se začele naslednje leto.
Leta 1767 je trg, ki je pripadal menihom samostana sv. Justine, postal javna last mesta Padova. Leta 1775 se je Andrea Memmo odločil, da bo celotno območje dvignil in preoblikoval. Celoten projekt, ki ni bil nikoli dokončan, je bil predstavljen v znameniti bakreni gravuri Francesca Piranesija iz leta 1785. Memmo je to in druge projekte naročil in jih razstavil v Beneški palači, sedežu veleposlaništva Beneške republike v Rimu, da bi privabil druge pomembne osebnosti k financiranju postavitve kipov za okrasitev trga. Projekt je odobril Domenico Cerato, profesor arhitekture v Vicenzi in Padovi.
Predhodne izkope, ki so jih naredili za namestitev vodovodnega sistema in za dvig območja, je vodil Simone Stratico. Ta izkopavanja so razkrila ostanke starodavnega rimskega gledališča. Te najdbe so pobudi dale občutek zgodovinskega dostojanstva in ga spremenile v projekt kultiviranja njegove naravne javne uporabe. Andrea Memmo je prebival v Palazzo Angeli, zgrajeni v 15. stoletju, ki stoji ob Prato della Valle na vogalu z drevoredom Umberta I. Danes je v monumentalni palači, ki je last mesta Padova, muzej Precinema z zbirko Minici Zotti.
Posebej zanimivi so benediktinski samostan sv. Justine, neoklasicistična Loggia Amulea in številne zanimive palače, zgrajene med 14. in 18. stoletjem, ki obkrožajo trg.

## Prato della Valle danes
Prato della Valle je že od samega začetka zasedel svoje mesto v srcu Padovancev, ki ga pogosto imenujejo Il Prato. V različnih obdobjih so ga poznali tudi kot »Dolina brez dreves«, saj so številna drevesa preprečevala rast trave. Danes je trg popolnoma pokrit s travo in številnimi majhnimi drevesi.
V 1990-ih je Prato zašel v obdobje degradacije in zanemarjanja, do danes pa je bil obnovljen s pomočjo kultivacijskih projektov ter skrbi in vpletenosti Padove. 
Prato della Valle je že nekaj let sedež padovanskega odseka Festivalbara, v zadnjem času pa je bil zaradi široke asfaltne površine okrog trga gostitelj tekmovanj v rolanju.
Vsako novo leto in v času praznika Marijinega oznanjenja sredi avgusta se na Pratu odvijajo zabave z glasbo in ognjemetom.

## Kipi
Na Prato della Valle stoji 78 kipcev v naravni velikosti, od tega 40 v zunanjem in 38 v notranjem obroču). Različni kiparji so ji ustvarjali med leti 1775 in 1838 iz apnenca iz kamnoloma v Colli Berici v bližini Vicenze. Ta mehki kamen je še posebej primeren za uporabo v kiparstvu, vendar je tudi občutljiv na vremenske vplive. Od konca 19. stoletja so bili kipi večkrat obnovljeni in restavrirani.
Prvi kip, podoba Cicera, je bil postavljen leta 1775, nadomestil pa ga je kip legendarnega ustanovitelja Padove Antenorja, saj Cicero s Padovo ni imel nobenih odnosov. Zadnji od prvotnih kipov je bil kip Francesca Luigija Fanzaga, zdravnika s padovske univerze, postavljen pa je bil leta 1838. Eden izmed kipov je posvečen tudi Memmu, postavljen je bil dve leti po njegovi smrti. Kipa Danteja in Giotta sta bila postavljena pred ložo Amulea.
V 19. stoletju je bil kip matematika Giovannija Polenija, delo Canove, obnovljen, ker je bil v slabem stanju in je bil leta 1963 dokončno nadomeščen s kopijo. Izvirnik stoji v muzeju.
Kipe je poškodovala toča v letih 1782 in 1834 kot tudi vojaki v prvi svetovni vojni. Leta 1895 in 1921 so bili restavrirani ali popolnoma na novo postavljeni.
Na figurah je treba vedno znova izvajati restavratorska dela. Dolgoročno načrtujejo, da bi vse kipe nadomestili s kopijami in izvirnike postavili v Musei Civici degli Eremitani, saj kipe ogrožata kisel dež in onesnaževanje.